# Stanisław Rossowski
Stanisław Rossowski (ur. 3 maja 1861 w Monasterzyskach, zm. 26 lutego 1940 w Warszawie) – polski poeta, dramatopisarz, nowelista i dziennikarz „Gazety Lwowskiej”. 

## Życiorys
Uczęszczał do Gimnazjum w Buczaczu, Krakowie, C. K. Gimnazjum im. Franciszka Józefa I we Lwowie i w Stanisławowie.
Ukończył studia na Uniwersytecie Lwowskim, zaś po studiach osiadł we Lwowie. Zajmował się zawodowo dziennikarstwem oraz pracą literacką. Pisał m.in. wiersze okolicznościowe i liryczne oraz dramaty, z których najbardziej znanym była komedia Nawojka, wystawiona w 1901 w Teatrze Wielkim we Lwowie z Ireną Solską w roli głównej. Był laureatem nagrody literackiej miasta Lwowa.
16 maja 1925 przyznano mu tytuł członka honorowego Towarzystwa Dziennikarzy Polskich we Lwowie. W 1927 otrzymał Nagrodę Literacką miasta Lwowa. W marcu 1936 obchodził jubileusz 50-lecia pracy literackiej i publicystycznej.
Został pochowany na cmentarzu Powązkowskim w Warszawie (kwatera 284b wprost-6-8).

## Odznaczenia
- Srebrny Wawrzyn Akademicki (7 listopada 1936)[5].

## Opinie
Antoni Chołoniewski maluje taki oto obrazek S. Rossowskiego w 1898 roku, czyli w pierwszej połowie jego życia i działalności twórczej:
„Poeta słońca, optymizmu i pogody wtłoczony w warsztat prozaicznej pracy przy biurku redakcyjnem (…). Typ porządnego człowieka. Nie gra w karty, nie chodzi na śniadanka do handlów korzennych. W stroju lubi małą ekscentryczność: ubiera się chętnie w jasne kamizelki i fantazyjne krawaty bladoniebieskie lub bladoróżowe, czasami z kieszeni marynarki wygląda godło szyku: rąbek chusteczki do nosa. Pasyami lubi tańczyć i jest doskonałym danserem. Hoduje kwiaty i kocha się w muzyce, sam nawet skomponował kilka «opusów».
Przez pewien czas oddawał się zapamiętale studyom spirytyzmu i zamierzał wydawać pismo specyalnie poświęcone duchom. Jest w ogóle uniwersalnym redaktorem: redagował pisma polityczne, literackie, urzędnicze, dla dzieci, dla kobiet itd. (…) Pisze we wszystkich porach dnia i nocy z równą swobodą: nowele, wiersze, artykuły polemiczne, humoreski, recenzye, studya, powieści, a nawet komedye. Wielka część jego produkcyi literackiej robi jednak wrażenie roboty na urząd, fabrykowanej w szlafroku i pantoflach (….). Dziesiąty procent całej nowelistycznej produkcyi Rossowskiego, wzięty jako całość, mógłby być uważanym za sznur literackich perełek. W ogóle płodność szkodzi Rossowskiemu. Jego rozproszone po pismach, a nawet kalendarzach wierszyki przynoszą ujmę dobrej sławie poety, w którego dorobku znajdują się rzeczy o pierwszorzędnym nastroju i formie”.
„Wydał szereg utworów poetyckich, odznaczających się szczerością natchnienia, dobrem, poczuciem realizmu i niemałym wdziękiem formy” – napisali o nim redaktorzy przedwojennej Encyklopedii Powszechnej Wydawnictwa Gutenberga w haśle Polska literatura współczesna.

## Twórczość[7]

### Dramaty
- Nawojka – premiera w Teatrze Miejskim we Lwowie 12 stycznia 1901
- Circe – 1901
- Za siódmą górą, za siódmą rzeką – premiera w Teatrze Miejskim we Lwowie 20 grudnia 1901
- Zuzanna w kąpieli – premiera w Teatrze Miejskim we Lwowie 30 października 1903
- Dymisja – premiera w Teatrze Miejskim we Lwowie 15 stycznia 1904

### Poezja
- Poezje, Lwów: Gubrynowicz i Schmidt, 1886.
- Poezje. Seria 2, Lwów: H. Altenberg, 1892.
- Tempi passati. Wiersze różne[8], Lwów: H. Altenberg, 1892.
- Chwile. Wybór poezyj, Lwów, 1923.

### Nowelistyka, proza
- Ze ścieżek życia: wrażenia i obserwacje, Lwów: Seyfarth i Czajkowski, 1892.
- Z teki impresjonisty, Lwów: Księg. Jakubowskiego i Zadurowicza, 1893.
- Moja córka, Lwów: H. Altenberg, 1898.
- Kréska na Matyska[9], Lwów: K. S. Jakubowski, 1898.
- W półcieniu: nowy poczet szkiców i obrazków, Lwów: Księgarnia Polska, 1899.
- Lili. Trzy opowiadania[10], Lwów: Tow. im. Piotra Skargi, ok. 1900.
- Obrazki familijne, Lwów: W. Zukerkandel, 1903.

### Publicystyka, utwory edukacyjne
- Wizerunki sejmowe: ludzie i sprawy. Przyczynek do historyi samorządu galicyjskiego, Lwów: Druk. Zygmunta Hałacińskiego, 1903.
- Ignacy Jan Paderewski. Zarys charakterystyki, Lwów: Zienkowicz i Chęciński, 1911.
- Piąty listopada: rzecz wydana wskutek uchwały miejscowego komitetu obywatelskiego, zapadłej dnia 7 listopada 1916 na uroczystem w sali ratuszowej zebraniu, Lwów: Komitet Obywatelski, 1916.
- Lwów podczas inwazyi, Lwów: H. Altenberg, 1916.
- Trzeci Maja[11], Lwów: Uniw. Żołn. Dow. Okr. Etapowego Tarnopol, 1920.
- Lwów: z 19 ilustracjami[12], Warszawa: „Bibljoteka Polska”, ok. 1925.
- Żołnierskie to i owo[13], Lwów: Referat Oświaty Komendy Miasta, 1926.
- W starej szkole nowy duch: szkic w 1. akcie wierszem dla młodzieży[14], Kołomyja: „Notatki Wychowawcze”, 1929.
- Pan Tadeusz: rozbiór szczegółowy, Lwów: K. S. Jakubowski, 1929.
- Dzień krwi i chwały. Obrazek sceniczny w 1-nej odsłonie[15], Miejsce Piastowe: Wydaw. Tow. Św. Michała Archanioła, 1930.
- Kropiciel i Brzytwa w wojsku narodowem. Gawęda sceniczna w 3 aktach[16], Miejsce Piastowe: Wydaw. Tow. Św. Michała Archanioła, 1931.

### Utwory okolicznościowe
- Nie ma cię mistrzu! Wiersz poświęcony uczczeniu 25-letniej rocznicy zgonu śp. Adama, Lwów, 1880.
- Słowa do Kantaty ku czci Adama Mickiewicza Bolesława Wallek-Walewskiego na chór mieszany z towarzyszeniem orkiestry smyczkowej, Kraków: Polskie Wydawnictwo Muzyczne, cop. 1949.
- Słowa do Serenady ku uczczeniu Najjaśniejszego Cesarza i Króla Franciszka Józefa Stanisława Niewiadomskiego na chór męski i orkiestrę.
- Katalog wystawy urządzonej ku czci Tadeusza Kościuszki w setną rocznicę jego zgonu, Lwów, Komitet Wystawy, 1917.
- Na sprowadzenie zwłok Henryka Sienkiewicza z ziemi szwajcarskiej do polskiej, ok. 1924, (Lwów: Drukarnia Zakładu Narodowego im. Ossolińskich).
- Ku czci nieznanego żołnierza[17], Lwów, 1925.
- Słowa do kantaty Nieznany żołnierz Mieczysława Sołtysa, na chór męski Lwów: Wydaw. Wojewódzkiego Komitetu Lwowskiego Obywatelskiego dla Uświetnienia Uroczystości Ekshumacji i Przewiezienia Zwłok Nieznanego Żołnierza z Pobojowiska Lwowskiego do Warszawy, 1925.
- Juljusz Słowacki w święto złożenia zwłok poety na Wawelu[18], Lwów: Zakł. Nar. im. Ossolińskich, 1927.

### Przekłady
- Henrik Ibsen, Oblubienica morza. Dramat w 5-ciu aktach, Warszawa: Przegląd Tygodniowy, 1889.
- Heinrich Zschocke, Księga rozmyślań ku duchowemu zbudowaniu rodzin chrześcijańskich z dzieła H. Zschockego „Stunden der Andacht” (wybór i przekład), Lwów: Założyciel Schroniska R. Domsa, 1893.
- William Szekspir, Opowieść zimowa, 1895.
- William Szekspir, Cymbelin, 1897.
- William Szekspir, Troilus i Kresyda, 1897[19].
- Manru, opera I. J. Paderewskiego, libretto w jęz. niemieckim Alfred Nossig, polski przekład S. Rossowski, Lwów : Drukarnia Polska, 1901[20].
- Heinrich Heine, O Polsce, Lwów, Złoczów: Księg. W. Zukerkandel, 1913.